# Hymne de la Bouriatie
L'hymne de la Bouriatie (russe : Гимн Республики Бурятия ; bouriate : Буряад Республикын дуулал) est un des symboles d'État de la République de Bouriatie avec son drapeau et ses armoiries,.
L'hymne a été écrit par Damba Jalsaraïev, et traduit en russe par Oleg Dmitriev. La musique a été composée par Anatoli Andreïev. L'hymne est adopté le 20 avril 1995 avec la loi N121-I « Sur l'hymne d'État de la République de Bouriatie ».

## Paroles

### Version bouriate
| Cyrillique (officiel) | Écriture latine | Mongol bitchig | Transcription API |
| Үнгын дайдаар, хангай тайгаар нэмжыгшэ Үлзы Буряад — манай нангин үлгы. Сэлмэг сарюун, сэнхир номин шарайшни Сэдьхэлдэмнай хэзээдэшье зулгы. Эрхим хангал санзай шэнги агаарташ Эршэ хүсөөр элсүүлэнгүй яалайб! Эмтэй домтой мүнхын уһан аршаандаш Эльгэ зүрхөө хүртүүлэнгүй яалайб! Холын замда эхын ёһоор юрөөжэ, Хүмүүн зондо хэтын жаргал хүсөөш. Саяан хадын сэлгеэн амяар арюудхан, Байгал далайн гэгээн долгёор сүршөөш. Шэрүүн сагай ерээшье һаа дэлхэйдэ, Шинии заяан замһаа хадуурхагүйл. Эбтэй дорюун бүлын ёһоор жаргыш даа, Энхэ Буряад — манай нангин үлгы. Эхэ нютаг!, | Üngín dajdár, kangaj tajgár nemzsígse Ülzí Burjád — manaj nangin ülgí. Szelmeg sarjún szenkir nomin sarajsni Szegykeldemnaj kezédesye zulgí. Erkim kangal szanzaj sengi agártas Erse küszőr elszűlengüj jálajb! Emtej domtoj münkín uhan arsándas Elyge zürkő kürtűlengüj jálajb! Kolín zamda ekín johór jürőzse, Küműn zondo ketín zsargal küszős. Szaján kadín szelgjén amjár arjúdkan, Bajgal dalajn gegén dolgjór szürsős. Serűn szagaj jerésye há delkejde, Sinii zaján zamhá kadúrkagüjl. Ebtej dorjún bülín johór zsargís dá, Enke Burjád — manaj nangin ülgí. Eke njutag! | ᠦᠨᠡᠭᠡ ᠶᠢᠨ ᠳᠠᠶᠢᠳᠤᠷ᠎ᠠ᠂ ᠬᠠᠩᠭᠠᠢ ᠲᠠᠶᠢᠭ᠎ᠠ ᠪᠠᠷ ᠨᠡᠮᠡᠵ ᠢᠰᠢ ᠦᠯᠵ ᠤ ᠪᠤᠷᠶ᠎ᠠ ᠳᠤ ᠮᠠᠨ ᠤ ᠨᠠᠩᠭᠢᠨ ᠦᠯ ᠤ᠃ ᠰᠡᠯᠡᠮᠡᠭ ᠰᠠᠷᠶᠤᠨ᠂ ᠰᠡᠩᠬᠢᠷ ᠨᠣᠮᠢᠨ ᠰᠢᠷᠠᠶᠢᠰᠢᠨᠢ ᠰᠡᠳᠢᠬᠥᠯᠢᠳᠡᠮᠨᠠᠢ ᠬᠡᠵᠢᠶᠡᠳᠡᠰᠢᠶ᠎ᠡ ᠵᠤᠯᠤᠭ᠃ ᠡᠷᠡᠬᠢᠮ ᠬᠠᠩᠭᠠᠯ ᠰᠠᠨᠵᠠᠢ ᠱᠢᠩᠭᠢ ᠠᠭᠠᠷᠲᠠᠰᠢ ᠡᠷᠰᠢ ᠬᠦᠰᠡᠷ᠎ᠡ ᠡᠯᠰᠡᠭᠦᠯᠦᠩᠭᠦᠢ ᠶᠠᠯᠠᠶᠢᠪ ᠡᠮ ᠲᠡᠢ ᠳᠣᠮ ᠲᠠᠢ ᠮᠦᠩᠬ᠎ᠠ ᠶᠢᠨ ᠤһᠠᠨ ᠠᠷᠱᠠᠩᠳᠠᠰᠢ ᠡᠯᠭᠡ ᠵᠢᠷᠦᠬᠡ ᠪᠡᠨ ᠬᠦᠷᠲᠦᠭᠦᠯᠦᠨ ᠭᠦᠢ ᠶᠠᠯᠠᠶᠢᠪ ᠬᠣᠯᠠ ᠶᠢᠨ ᠵᠠᠮᠳᠠ ᠡᠬᠡ ᠶᠢᠨ ᠶᠣһᠣᠣᠷ ᠶᠦᠷᠡᠵᠡ᠂ ᠬᠥᠮᠥᠨ ᠵᠣᠨᠳᠣ ᠬᠡᠲᠦ ᠶᠢᠨ ᠵᠢᠷᠭᠠᠯ ᠬᠦᠰᠥᠱᠢ᠃ ᠰᠠᠶᠠᠨ ᠬᠠᠳᠠ ᠶᠢᠨ ᠰᠡᠯᠭᠶᠡᠨ ᠠᠮᠠᠶᠠᠷ ᠠᠷᠤᠳᠬᠠᠨ᠂ ᠪᠠᠶᠢᠭᠠᠯ ᠳᠠᠯᠠᠢ ᠶᠢᠨ ᠭᠡᠭᠡᠨ ᠳᠣᠯᠣᠭᠶᠠᠷ ᠰᠦᠷᠦᠰᠢᠶᠡᠰᠢ᠃ ᠱᠢᠷᠦᠨ ᠰᠠᠭᠠᠢ ᠶᠡᠷᠡ ᠪᠡᠨᠰᠢᠶ᠎ᠡ һᠠ ᠳᠡᠯᠬᠡᠶᠢᠳᠡ᠂ ᠰᠢᠩᠢ ᠵᠠᠶᠠᠭᠠᠨ ᠵᠠᠮᠠ ᠬᠠᠳᠠᠭᠤᠷᠬᠠᠭᠦᠶᠢᠯ᠃ ᠡᠪ ᠲᠡᠢ ᠳᠣᠷᠣᠶᠤᠨ ᠪᠦᠯᠢ ᠶᠢᠨ ᠶᠣһᠣᠣᠷ ᠵᠢᠷᠭ ᠤᠰ ᠳ᠋ᠠ᠂ ᠡᠩᠬᠡ ᠪᠤᠷᠶ᠎ᠠ ᠳᠤ ᠮᠠᠨ ᠤ ᠨᠠᠩᠭᠢᠨ ᠦᠯ ᠤ᠃ ᠡᠭᠡ ᠨᠦᠲ᠋ᠠᠭ | [uŋgiːŋ dæːdɑːr ǀ χɑɴɢæː tʰæːɢɑːr nɛmʒɪkʃə] [ulziː bʊrʲɑːt ǀ mɑnæː nɑŋgiŋ ulgiː ǁ] [sɛlmɛk sɑrʲʊːŋ sɛŋçir nɔmɪŋ ʃɑræːʃnɪ] [sɛtʲxɛldɛmnæː xɛzɛːdɛʃʲjɛ zʊlgiː ‖] [ɛrçɪm χɑɴɢɐl sɑŋzæː ʃɛŋgɪ ɑɢɑːrtʰɑʃ] [ɛrʃə xusœːr ɛlsuːlɛŋgui jɑːlæːp ‖] [ɛmtʰɛː dɔmtʰɞː muŋçiːŋ ʊħɑŋ ɑrʃɑːndɑʃ] [ɛlʲgɛ zurxœː xurtʰuːlɛŋgui jɑːlæːp ‖] [χɔliːŋ zɑmdɑ ɛçiːŋ jɔħɔːr jurœːʒə ǀ] [xumuːŋ zɔŋdɔ xɛtʰiːŋ ʒɑrɢɐl xusœːʃ ‖] [sɑjɑːŋ χɑdiːŋ sɛlgʲɛːŋ ɑmʲɑːr ɑrʲʊːtχɑŋ ǀ] [bæːɢɐl dɐlæːŋ gɛgɛːŋ dɔlgʲɔːr surʃœːʃ ‖] [ʃɛruːŋ sɑɢæː jɛrɛːʃʲjə ħɑː dilxɛːdɛ ǀ] [ʃɪnʲiː zɑjɑːŋ zɑmħɑː χɑdʊːrχɑguil ‖] [ɛptʰɛː dɔrʲʊːŋ buliːŋ jɔħɔːr ʒɑrgiːʃ dɑː ǀ] [ɛŋxə bʊrʲɑːt ǀ mɑnæː nɑŋgɪŋ ulgiː ‖] [ɛxɛ nʲʊtʰɑk ‖] |

### Version russe
| Cyrillique | Latin | Transcription API |
| --- | --- | --- |
| Таёжная, озёрная, степная, Ты добрым светом солнечным полна. Цветущая от края и до края, Будь счастлива, родная сторона. Брусничный дух, черёмухи дыханье, Лилового багульника настой. Я не дышу, а пью благоуханье Моей земли, равнинной и лесной. Прими, земля, сыновнее спасибо, Святой водой Байкала угости, Чтоб я обрёл невиданную силу Для дальнего нелёгкого пути. С тобой, земля, мы слиты воедино, Моею стала и судьба твоя. Поклон тебе от сердца, край родимый, Любимая Бурятия моя. О, мать-земля!, | Tajožnaja, ozörnaja, stepnaja, Ty dobrym svetom solnečnym polna. Cvetuçaja ot kraja i do kraja, Budj sčastliva, rodnaja storona. Brusničnyj duh, čerömuhi dyhanje, Lilovovo baguljnika nastoj. Ja ne dyšu, a pjü blagouhanje Mojej zemli, ravninnoj i lesnoj. Primi, zemlä, synovneje spasibo, Svätoj vodoj Bajkala ugosti, Čtob ja obröl nevidannuju silu Dlä daljnevo nelögkovo puti. S toboj, zemlä, my slity vojedino, Mojeju stala i sudjba tvoja. Poklon tebe ot serdca, kraj rodimyj, Lübimaja Burätiä moja. O, matj-zemlä! | [tɐˈjɵʐnəjə ǀ ɐˈzʲɵrnəjə ǀ sʲtʲɪpˈnajə ǀ] [tɨ ˈdobrɨm ˈsvʲetəm ˈsolnʲɪt͡ɕnɨm pɐlˈna ‖] [t͡svʲɪˈtuɕːɪjə ɐt‿ˈkrajə ˈi də ˈkrajə ǀ] [ˈbutʲ ˈɕːæslʲɪvə ǀ rɐdˈnajə stərɐˈna ‖] [brʊsʲˈnʲit͡ɕnɨj ˈdux ǀ t͡ɕɪˈrʲɵmʊxʲɪ dɨˈxanʲjə ǀ] [lʲɪˈlovəvə bɐˈɡulʲnʲɪkə nɐsˈtoj ‖] [ˈjæ ˈnʲe dɨˈʂu ǀ ˈa ˈpʲjʉ bləɡəʊˈxanʲjə] [mɐˈjej ˈzʲemlʲɪ ǀ rɐvˈnʲinːəj ˈi lʲɪsˈnoj ‖] [prʲɪˈmʲi ǀ zʲɪmˈlʲæ ǀ sɨˈnovnʲɪjə spɐˈsʲibə ǀ] [svʲɪˈtoj vɐˈdoj bɐjˈkalə ʊɡɐˈsʲtʲi ǀ] [ˈʂtop ˈjæ ɐˈbrʲɵl nʲɪˈvʲidənːʊjʉ ˈsʲilʊ] [dlʲɪ ˈdalʲnʲɪvə nʲɪˈlʲɵxkəvə pʊˈtʲi ‖] [s‿tɐˈboj ǀ zʲɪmˈlʲæ ǀ ˈmɨ ˈslʲitɨ vəjɪˈdʲinə ǀ] [mɐˈjejʉ ˈstalə ˈi sʊdʲˈba tvɐˈjæ ‖] [pɐkˈlon tʲɪˈbʲe ɐt‿ˈsʲert͡sə ǀ ˈkraj rɐˈdʲimɨj ǀ] [lʲʉˈbʲiməjə bʊˈrʲætʲɪjə ˈmojə ‖] [ɐ ˈmatʲ zʲɪmˈlʲæ ‖] |

### Traductions
| Traduction littérale française (du russe) | Traduction mongole (officieuse) | Traduction poétique anglaise (officieuse) |
| --- | --- | --- |
| Terre de la taïga, des lacs, et des prairies, Ton soleil brille de milles lumières. Prospère d'un bout à l'autre, Soit heureux, pays natal. Un esprit d'airelle, un souffle de cerisier, Infusion de romarin violet. Je ne respire pas, mais je bois le parfum, Des plaines et forêts de mon pays. Mon pays, accepte la gratitude de nos fils, Reçoit l'eau sainte du Baïkal. Que je trouve le pouvoir sans équivalent, Pour un long et dur sentier. Nous sommes unis à toi, notre terre, Ta destinée est devenue la mienne aussi. Je m’incline de tout cœur à toi, cher pays, Ma Bouriatie chérie ! Oh Patrie ! | Өнгийн дайдаар, хангай тайгаар дэлэгч, Өлзий Буриад бол манай нандин өлгий. Цэлмэг жавхлан, цэнхэр номин царай чинь, Сэтгэлд мань хэзээд ч зулгуй. Эрхэм хангал сан утлага шиг агаарта чи Эрч хүчээр элсүүлэнгүй сайн би! Эмтэй домтой мөнхийн ус рашаанд чинь Элэг зүрхээ хиртүүлэнгүй сайн би! Холын замд эхийн ёсоор ерөөж, Хүмүүс зонд хэтийн жаргал хүсжээ чи. Соён хадны цэнгэг амиаар ариутган, Байгал далайн гэгээн долгионоор шүршжээ чи. Ширүүн цагийн ирсэн ч дэлхэйд, Чиний заяа замаас хадуурахгүйл. Эвтэй дориун бүлийн ёсоор жаргаг дээ, Энх Буриад манай нандин өлгий. Эх нутаг! | O Land of the taiga, lakes, and of prairies, The Sun o'er thee happily shineth. From krai to krai thou prosperest with ease, Mayest thou fill with joy, o native hearth. Spirit of cranberry, breath of cherry, Infusion of violet rosemary. I breathe not; shall I drink its fragrance Of my country's forests and plains. Accept the gratitude of thy heir, Receive Baikal's holy water, So that I can find strength miraculous To a path long and arduous. United we are with thee, our country, Thy destiny, too, hath become mine. From my heart I bow to thee, dear country, O beloved Buryatia of mine! O, Motherland! |

## Note
- (en) Cet article est partiellement ou en totalité issu de l’article de Wikipédia en anglais intitulé « Anthem of the Republic of Buryatia » (voir la liste des auteurs).